# Teucholabis (Teucholabis) felicita
Teucholabis (Teucholabis) felicita is een tweevleugelige uit de familie steltmuggen (Limoniidae). De soort komt voor in het Neotropisch gebied.